# Nationales Tschornobyl-Museum
Koordinaten: 50° 27′ 59″ N, 30° 31′ 3″ O
Das Nationale Tschornobyl-Museum (ukrainisch Національний музей «Чорнобиль» Nazionalnyj musej «Tschornobyl») ist ein der Nuklearkatastrophe von Tschernobyl gewidmetes Museum in der ukrainischen Hauptstadt Kiew.
Das am 26. April 1992, dem sechsten Jahrestag der Nuklearkatastrophe, eröffnete Museum erhielt am 25. April 1996 den Status eines Nationalmuseums.
Das Museum verfügt über drei Ausstellungsräume mit einer Gesamtfläche von 1100 Quadratmetern, auf denen mehr als 7000 Exponate ausgestellt sind.
Das Tschornobyl-Museum liegt im Kiewer Stadtteil Podil auf der Prowulok Chorewyj (провулок Хоревий) Nummer 1 nahe der Metrostation Kontraktowa ploschtscha am Kontraktowa-Platz im ehemaligen Feuerwehrhaus der regionalen Feuerwehr von Kiew.
Neben dem Museum befindet sich die skulpturale Komposition „Hoffnung für die Zukunft“.

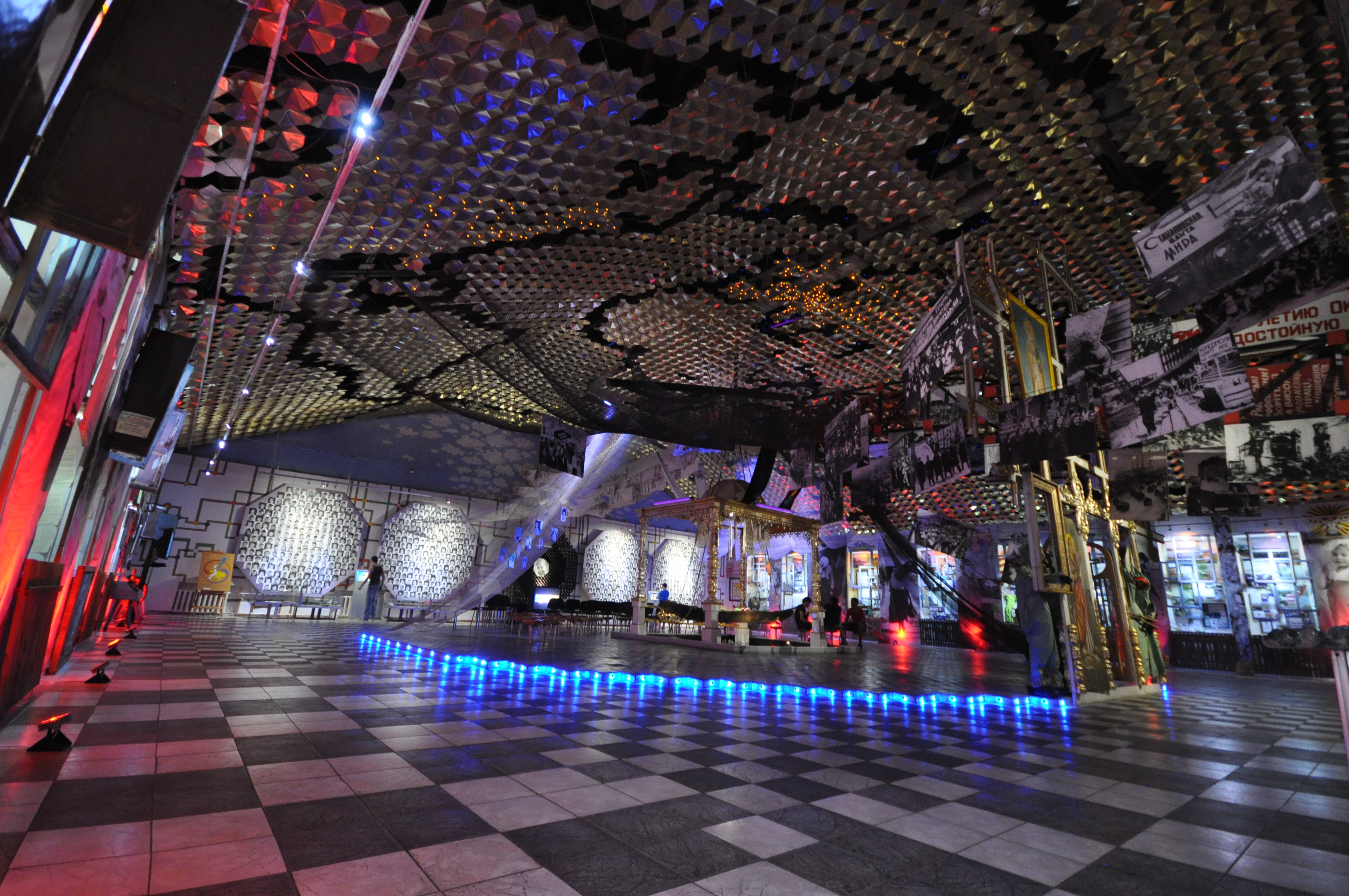
Innenansicht des Museums
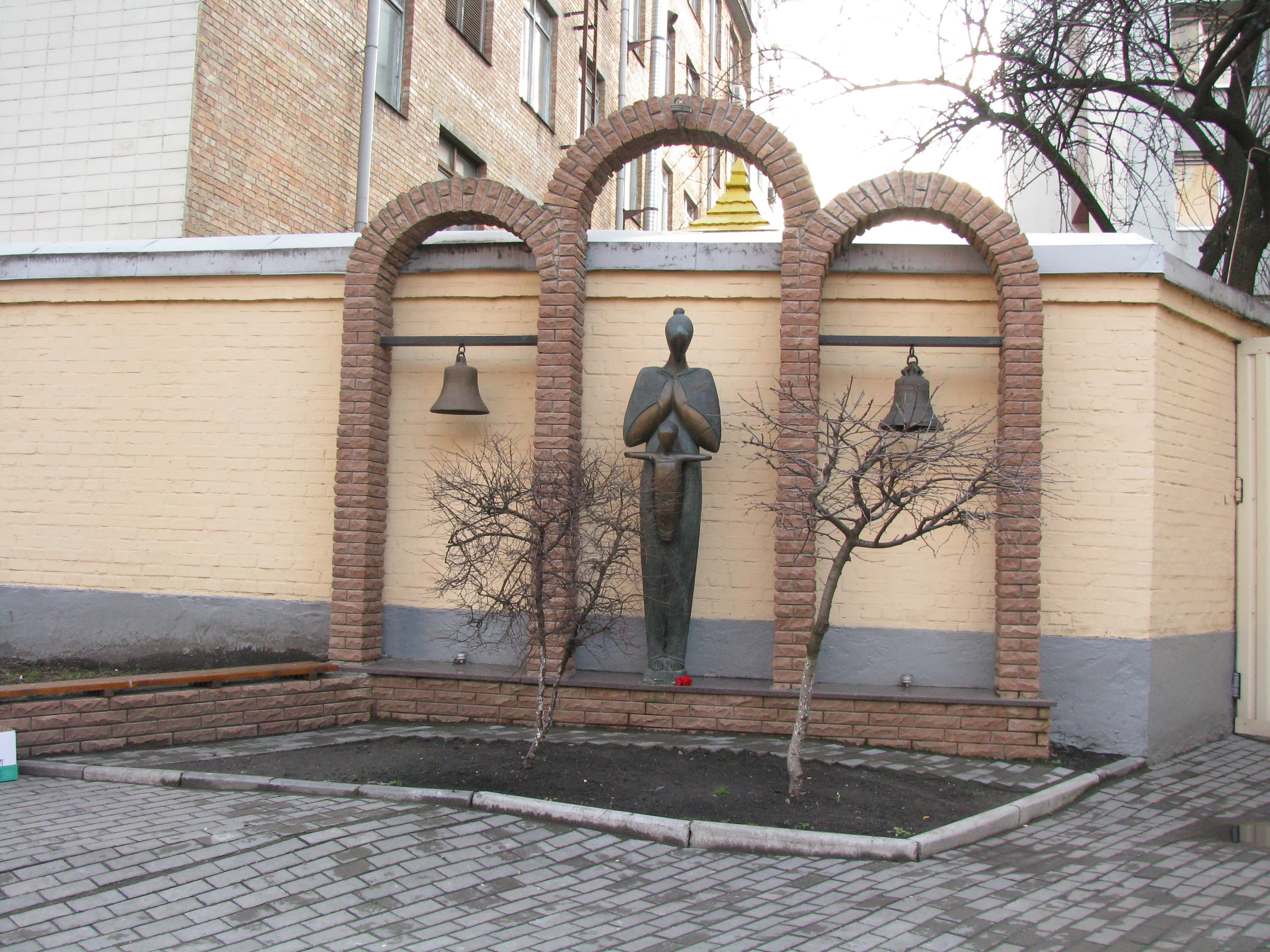
„Hoffnung für die Zukunft“